# Стара Водолага
Стара Водола́га — село в Україні, у Нововодолазькій громаді Харківського району Харківської області. Населення становить 515 осіб. Колишній (до 2017) орган місцевого самоврядування — Староводолазька сільська рада.

## Географія
Село Стара Водолага знаходиться на правому березі річки Мжа, вище за течією на відстані 4 км розташоване село Федорівка, нижче за течією на відстані 1,5 км розташоване село Павлівка, на протилежному березі — село Бахметівка. Поруч проходить автомобільна дорога Т 1901.

## Історія
1676 рік — дата першої згадки села.
За даними на 1864 рік у казеному селі Староводолазької волості Валківського повіту мешкало 979 осіб (485 чоловічої статі та 494 — жіночої), налічувалось 106 дворових господарств, існували православна церква та винокуренний завод.
Станом на 1914 рік кількість мешканців зросла до 1580 осіб.
Під час організованого радянською владою Голодомору 1932—1933 років померло щонайменше 12 жителів села.
12 червня 2020 року, розпорядженням Кабінету Міністрів України № 725-р «Про визначення адміністративних центрів та затвердження територій територіальних громад Харківської області», увійшло до складу Нововодолазької селищної громади.
19 липня 2020 року, в результаті адміністративно-територіальної реформи та ліквідації Нововодолазького району, село увійшло до складу новоутвореного Харківського району.

## Відомі люди
У селі народилися:
- Петро Кізко — редактор, журналіст, письменник,
- Пінченко Віктор Михайлович (* 1949) —український поет.
- Ребрик Кузьма Філіпович — Герой Радянського Союзу.[8]

## Економіка
- Молочно-товарна і свино-товарна ферми.
- ПП «НОВЕ ЖИТТЯ».
- ТОВ «Хліб життя».

## Релігія
- Покровський храм.